# The Last One
「The Last One」（ザ ラスト ワン）は、BACK-ONの配信限定シングル。2016年8月21日にcutting edgeから配信された。

## 概要
前作「Mirrors」から約7か月ぶりのシングルで、BACK-ONとして4曲目の配信限定シングルとなった。

## 収録内容
- 全作詞・作曲・編曲：BACK-ON

1. The Last One [4:06]
テレビ東京系アニメ『ガンダムビルドファイターズトライ アイランド・ウォーズ』の主題歌。ガンダムシリーズ関連の楽曲提供は最多の通算8回目となる。
主題歌の話をもらった時、既にあるデモ楽曲から選ぶこともできたが、メンバーは「書き下ろそう」と即答した[1]。完成前の楽曲を綿田慎也監督に送ると、「BACK-ONさんらしくこのまま進めていただきたい」と返事をもらった[2]。
BACK-ONが2016年に制作した最初の楽曲であり、TEEDAはブログで「諦めそうな時に聴いて欲しくて書いた曲」だという[3]。